# 213e régiment d'infanterie
Le 213e régiment d'infanterie (213e RI) est un régiment d'infanterie de l'Armée de terre française constitué en 1914 avec les bataillons de réserve du 13e régiment d'infanterie.
À la mobilisation, chaque régiment d'active créé un régiment de réserve dont le numéro est le sien plus 200.

## Création et différentes dénominations
- 4 août 1914 : formation du 213e Régiment d'Infanterie
- 24 ou 26 septembre 1917 : dissolution du régiment[1],[2].
- 11 septembre 1939 : nouvelle création du régiment.
- Fin mai 1940 : Le régiment devient le 135e RI.

## Historique des garnisons, combats et batailles

### Première Guerre mondiale

#### Constitution du régiment
Au moment où il quitte Nevers le 13 août 1914, le régiment est constitué d'un état-major, d'une compagnie hors rang et de 2 bataillons à 4 compagnies chacun. Les bataillons sont numérotés 5 et 6 et les compagnies de 17 à 24. Ils prennent la suite des bataillons du 13e RI en laissant un espace dans la numérotation pour un éventuel 4e bataillon à 4 compagnies au 13e RI. Les 2 243 hommes du régiment sont répartis de la façon suivante :
|                   | Officiers | Sous-officiers | Caporaux | Troupe |
| ----------------- | --------- | -------------- | -------- | ------ |
| État-major et CHR | 9         | 15             | 13       | 117    |
| 5e bataillon      | 2         | 1 + (*)        | (*)      | (*)    |
| - 17e compagnie   | 4         | 19             | 20       | 225    |
| - 18e compagnie   | 3         | 16             | 18       | 218    |
| - 19e compagnie   | 3         | 16             | 18       | 213    |
| - 20e compagnie   | 3         | 16             | 18       | 220    |
| 6e bataillon      | 3         | (**)           | (**)     | (**)   |
| - 21e compagnie   | 3         | 21             | 19       | 226    |
| - 22e compagnie   | 3         | 17             | 19       | 229    |
| - 23e compagnie   | 3         | 16             | 16       | 222    |
| - 24e compagnie   | 3         | 17             | 19       | 220    |
| Totaux            | 39        | 154            | 160      | 1 890  |

Nota :
(*) effectifs compris dans la 17e compagnie
(**) effectifs compris dans la 21e compagnie

#### Affectations successives
À l'entrée en guerre, le 213e RI est formé à Nevers dau sein de la 8e région militaire. Régiment de réserve issu du 13e RI, sa mobilisation se déroule du 4 au 8 août 1914. À sa création il est intégré à la 116e brigade d'infanterie (213e, 285e et 295e RI) elle-même subordonnée à la 58e division d'infanterie.
Le 4 octobre 1914, la 58e DI est remaniée et quitte le secteur des Vosges en laissant sur place sa 115e brigade qui comprend désormais le 213e RI. Ce dernier a été remplacé par le 256e RI au sein de la 116e brigade. Le 10 octobre 1914, la 115e brigade est rattachée à la 66e division d'infanterie. Le 213e RI est alors affecté au secteur de Cornimont avec les 15e et 68e bataillons de chasseurs à pied.
À partir du 21 mars 1916, alors qu'il cantonne à Malmerspach et qu'il vient de se voir adjoindre une seconde compagnie de mitrailleuses, le régiment est affecté à la 157e DI.
La 157e division étant reformée sur le type "division à 9 bataillons", le 213e RI rejoint la 164e DI le 18 novembre 1916 de formation récente. Le 213e RI est dissous le 24 septembre 1917 et est remplacé par le 133e RI au sein de la division qui passe ainsi à 10 bataillons.

#### Année 1914
Opération en Alsace et en Lorraine (Combats de Thann en septembre 1914 et d'Aspach-le-Haut le 1er décembre).

#### Année 1915
Début 1915, le régiment était stationné sur les observatoires des Hautes Vosges méridionales, et tenait en particulier le Wolfskopf, sommet de 785 m dominant la vallée de Wattwiller, la première ligne allemande tenant le sommet voisin du Hirtzenstein (ou Hirtzstein) lié à la défense allemande de l'Hartmannswillerkopf, à 2 000 m au Nord-Est du Wolfskopf.

#### Année 1916
Bataille de la Somme

#### Année 1917
- Aisne...
- 2 au 5 juin - Repos à Fismes et nettoyage de la ville.
- 19 août - Installation à Betheny (Nord de Reims)
- Le régiment est dissout le 26 septembre 1917.

### Seconde Guerre mondiale
Formé le 11 septembre 1939 dans le secteur de Cosne, le 213e RI est commandé par le lieutenant-colonel Labarthe. Il appartient à la 55e division d'infanterie (Xe corps d'armée - 2e armée) qui défend, le 10 mai 1940, le sous-secteur de Sedan (secteur fortifié de Montmédy).
Lorsque la 55e DI est dissoute à partir du 18 mai 1940, le 213e RI, complété par des éléments du 295e RI, devient le 135e RI de la nouvelle 59e DLI.

## Chefs de corps

### Première Guerre mondiale
- 9 août - 17 septembre 1914 : colonel Sicre[8].
- 17 septembre 1914 - 4 janvier 1915 : lieutenant-colonel Frantz[9].
- 6 janvier - 25 mai 1915 : lieutenant-colonel Sanbourra[10].
- 25 mai - 21 juin 1915 : lieutenant-colonel Dauvillier[11].
- 23 juin 1915 - 18 juin 1916 : chef de bataillon puis lieutenant-colonel Delmas[12].
- 18 juin 1916 - 5 juillet 1916 : chef de bataillon Louis Aubert (1865-1924) (assure l'intérim)[13].
- 5 juillet 1916 - juin 1917 : lieutenant-colonel Flament d'Assigny[14].
- 20 juillet 1917, le lieutenant-colonel Laucagne, en provenance du 161e RI, prend le commandement du régiment[15].

### Seconde Guerre mondiale
- Septembre 1939 : lieutenant-colonel Labarthe

## Traditions

### Devise
Pas devise connue pour ce régiment.

### Drapeau et décorations
Il porte, cousues en lettres d'or dans ses plis, les inscriptions suivantes :
- Alsace 1914
- L'Aisne 1917

Le régiment a obtenu 4 citations à l'ordre de la division et 4 autres à l'ordre de l'infanterie divisionnaire (ID).

### Chant
Pas de chant connu pour ce régiment.

### Insigne
L'unité ne fut pas dotée d'insigne régimentaire.

## Personnages célèbres ayant servi au213eRI
- Henri Salvador (1917-2008), chanteur français, y a effectué son service militaire en 1937. Il fut également envoyé au combat en 1940 au sein du 213e.
- Robert Lassalle (1882-1940), député et ministre français, sous-lieutenant au 213e RI, tué le 14 mai 1940 à Chémery-sur-Bar.

## Sources et bibliographie
- Archives militaires du château de Vincennes.
- Général Andolenko, Recueil d'historiques de l'Infanterie française, Eurimprim, 1969.
- Collectif, Historique succinct du 213e Régiment d'infanterie - août 1914 - septembre 1917, Imprimerie Fortinet & Cie, Nevers 1920.

Site mémoire des hommes du ministère de la défense
- « JMO du 213e RI du 2 août 1914 au 22 septembre 1914 »
- « JMO du 213e RI du 22 septembre 1914 au 26 janvier 1916 »
- « JMO du 213e RI du 26 janvier 1916 au 9 septembre 1915 »
- « JMO du 213e RI du 9 septembre 1915 au 25 octobre 1916 »
- « JMO du 213e RI du 25 octobre 1916 au 31 décembre 1916 »
- « JMO du 213e RI du 1er janvier 1917 au 18 septembre 1917 »
- « JMO du 213e RI du 18 au 20 septembre 1917 »
- « JMO de la 115e brigade d'infanterie du 11 août 1914 au 20 mars 1916 »
- « JMO de la 164e DI du 8 novembre 1916 au 25 janvier 1919 »
- « JMO de la 157e DI du 21 octobre 1916 au 31 décembre 1916 »